# Утіскані
45°48′ пн. ш. 16°49′ сх. д. / 45.80° пн. ш. 16.81° сх. д.
Утіскані (хорв. Utiskani) — населений пункт у Хорватії, в Б'єловарсько-Білогорській жупанії у складі громади Іванська.

## Населення
Населення за даними перепису 2011 року становило 187 осіб.
Динаміка чисельності населення поселення: